# Winston Field
Winston Joseph Field (Bromsgrove, 1904. június 6. – Harare, 1969. március 17.) rodéziai politikus, Dél-Rodézia hetedik miniszterelnöke. Field Domínium párti képviselő volt, egészen az Ian Smithszel együtt alapított Rodéziai Frontba történő belépéséig.

## Fordítás
Ez a szócikk részben vagy egészben  a   Winston Field című angol Wikipédia-szócikk ezen változatának fordításán alapul.  Az eredeti cikk szerkesztőit annak laptörténete sorolja fel. Ez a jelzés csupán a megfogalmazás eredetét és a szerzői jogokat jelzi, nem szolgál a cikkben szereplő információk forrásmegjelöléseként.